# Rio Fubá
O rio Fubá é um curso de água que banha a Zona da Mata do estado de Minas Gerais. É um afluente da margem direita do rio Muriaé e, portanto, um subafluente do rio Paraíba do Sul. Suas nascentes localizam-se no município de Miraí, a uma altitude de aproximadamente 1000 metros. Após atravessar a zona urbana do município de Miraí, o rio Fubá desemboca no rio Muriaé.